# Tom Bevill

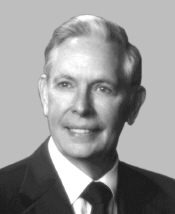
Tom Bevill

Tom Bevill (* 27. März 1921 in Townley, Walker County, Alabama; † 28. März 2005 in Jasper, Walker County, Alabama) war ein US-amerikanischer Soldat, Rechtsanwalt und Politiker (Demokratische Partei).

## Werdegang
Tom Bevill graduierte 1939 an der Walker County High School, 1943 an der University of Alabama School of Commerce and Business Administration und zuletzt 1948 an der University of Alabama School of Law. Ferner diente er während des Zweiten Weltkriegs in der US-Army. Während dieser Zeit kämpfte er auf dem europäischen Kriegsschauplatz. Nach dem Krieg betrieb er eine eigene Anwaltspraxis.
Bevill verfolgte ebenfalls eine politische Laufbahn. Er war zwischen 1958 und 1966 Mitglied im Repräsentantenhaus von Alabama. Dann wurde er in den 90. US-Kongress gewählt und in die vierzehn nachfolgenden US-Kongresse wiedergewählt. Er entschied sich 1996 gegen eine Kandidatur für den 105. US-Kongress. Bevill war im US-Repräsentantenhaus vom 3. Januar 1967 bis zum 3. Januar 1997 tätig.